# Стрелец, Руслан Александрович
Русла́н Алекса́ндрович Стреле́ц (укр. Руслан Олександрович Стрілець; род. 30 июня 1984, Днепропетровск, Днепропетровская область, Украинская ССР, СССР) — украинский государственный служащий, Министр защиты окружающей среды и природных ресурсов Украины с 14 апреля 2022 по 4 сентября 2024 года. До этого временно исполнял обязанности Министра защиты окружающей среды и природных ресурсов с 4 ноября 2021 года. 12 лет занимал руководящие должности в Днепропетровской ОГА.

## Биография
Родился 30 июня 1984 года в Днепре.
В 2006 году окончил Днепровский национальный университет имени Олеся Гончара по специальности «Международная экономика». В 2007—2012 годах занимал должности главного специалиста, заместителя начальника отдела в Днепропетровской облгосадминистрации.
В 2011 году окончил Днепропетровский государственный университет внутренних дел по специальности «Правоведение». С 2012 по 2014 год был заместителем начальника Государственного управления охраны окружающей природной среды в Днепропетровской области, а в 2014—2015 годах — и. о. директора департамента экологии и природных ресурсов Днепропетровской ОГА.
В 2015 году баллотировался в днепропетровский областной совет 7-го созыва от партии «Блок Петра Порошенко», но не был избран.
В 2016 году окончил Приднепровскую государственную академию строительства и архитектуры по специальности «Экология и охрана окружающей среды». С 2015 по 2019 год занимал должность директора департамента экологии и природных ресурсов Днепропетровской ОГА.
В 2019 году окончил Днепропетровский региональный институт государственного управления Национальной академии государственного управления при Президенте Украины по специальности «Публичное управление и администрирование», в том же году был назначен на должность заместителя директора Департамента по вопросам управления отходами, экологической безопасности и перехода к круговой экономики в Министерстве энергетики и защиты окружающей среды Украины.
С июля 2020 года являлся заместителем Министра защиты окружающей среды и природных ресурсов Украины в правительстве Дениса Шмыгаля. Курировал вопросы цифрового развития, цифровой трансформации и цифровизации. После того как Роман Абрамовский подал в отставку с поста министра, с 4 ноября 2021 года временно исполнял обязанности Министра защиты окружающей среды и природных ресурсов. В октябре 2021 года представил Национальный реестр выбросов и переноса загрязнителей — цифровой сервис на электронном портале «Экосистема».
С декабря 2020 года — член Комиссии по биобезопасности и биологической защите при Совете национальной безопасности и обороны Украины.
С апреля 2022 года — Министр защиты окружающей среды и природных ресурсов Украины.
3 сентября 2024 года Стрелец написал заявление об отставке. 4 сентября Верховная рада Украины 244 голосами (при 226 необходимыми) уволила его с должности главы министра защиты окружающей среды и природных ресурсов Украины.